# アナトリー・マリキン
アナトリー・マリキン（ロシア語: Анатолий Малыхин、英語: Anatoly Malykhin、1988年1月11日 - ）は、ロシアの男性総合格闘家。ケメロヴォ州ケメロヴォ出身。タイガームエタイ所属。現ONE世界ライトヘビー級・ミドル級王者。元ONE世界ヘビー級王者。ONE史上初の三階級制覇王者。

## 来歴
幼少期にフリースタイルレスリングを始める。何度もロシア王者に輝き、2013年にはロシア選手権のヘビー級で銅メダルを獲得するなど活躍したが、ドーピング検査に出席しなかったため2年間の出場停止処分を受けた。2016年、グラップリングのヨーロッパ選手権で金メダルを獲得し、同年にプロ総合格闘技デビュー。

### ONE Championship
2021年3月5日、ONE初参戦となったONE: Fists of Fury 2でアレッシャンドリ・マシャドと対戦し、パウンドで1Rギブアップ勝ち。

#### ONE世界ヘビー級暫定王座獲得
2022年2月11日、ONE: Bad BloodのONE世界ヘビー級暫定王座決定戦でキリル・グリシェンコと対戦し、右フックで2RKO勝ち。暫定王座獲得に成功し、パフォーマンス・オブ・ザ・ナイトを受賞した。

#### ONE世界ライトヘビー級王座獲得・二階級制覇
2022年12月3日、ONE on Prime Video 5のONE世界ライトヘビー級タイトルマッチで1階級下のONE世界ライトヘビー級王者ライニアー・デ・リダーに挑戦し、右フックでダウンを奪いパウンドで1RKO勝ち。ヘビー級暫定王座に続いてライトヘビー級の王座獲得に成功し、パフォーマンス・オブ・ザ・ナイトを受賞した。

#### ONE世界ヘビー級王座統一
2023年6月23日、ONE Friday Fights 22のONE世界ヘビー級王座統一戦で正規王者アルジャン・ブラーと対戦し、パウンドで3RTKO勝ち。王座統一に成功し、パフォーマンス・オブ・ザ・ナイトを受賞した。

#### ONE世界ミドル級王座獲得・三階級制覇
2024年3月1日、ONE 166のONE世界ミドル級タイトルマッチで王者ライニアー・デ・リダーと再戦し、3Rにデ・リダーが試合を棄権したためTKO勝ち。ONE史上初となる三階級の王座獲得に成功し、パフォーマンス・オブ・ザ・ナイトを受賞した。

#### ONE世界ヘビー級王座陥落・初黒星
2024年11月9日、ONE 169のONE世界ヘビー級タイトルマッチでオマール・ケインと対戦するも、5R1-2の判定負け。プロ初黒星を喫すると同時に王座から陥落した。

## 戦績
| 総合格闘技 戦績 | 総合格闘技 戦績 | 総合格闘技 戦績 | 総合格闘技 戦績 | 総合格闘技 戦績 | 総合格闘技 戦績 | 総合格闘技 戦績 |
| --------------- | --------------- | --------------- | --------------- | --------------- | --------------- | --------------- |
| 15 試合         | (T)KO           | 一本            | 判定            | その他          | 引き分け        | 無効試合        |
| 14 勝           | 10              | 4               | 0               | 0               | 0               | 0               |
| 1 敗            | 0               | 0               | 1               | 0               | 0               | 0               |

| 勝敗 | 対戦相手                   | 試合結果                        | 大会名                                                                               | 開催年月日     |
|      | オマール・ケイン           | 試合前                          | ONE 173: Superbon vs. Noiri 【ONE世界ヘビー級タイトルマッチ】                        | 2025年11月16日 |
| ×    | オマール・ケイン           | 5分5R終了 判定1-2               | ONE 169: Malykhin vs. Reug Reug 【ONE世界ヘビー級タイトルマッチ】                    | 2024年11月8日  |
| ○    | ライニアー・デ・リダー     | 3R 1:16 TKO（棄権）             | ONE 166: Qatar 【ONE世界ミドル級タイトルマッチ】                                     | 2024年3月1日   |
| ○    | アルジャン・ブラー         | 3R 2:42 TKO（パウンド）         | ONE Friday Fights 22: Prajanchai vs. Sam-A 2 【ONE世界ヘビー級王座統一戦】           | 2023年6月23日  |
| ○    | ライニアー・デ・リダー     | 1R 4:37 KO（右フック→パウンド） | ONE on Prime Video 5: de Ridder vs. Malykhin 【ONE世界ライトヘビー級タイトルマッチ】 | 2022年12月3日  |
| ○    | キリル・グリシェンコ       | 2R 3:42 KO（右フック）          | ONE: Bad Blood 【ONE世界ヘビー級暫定王座決定戦】                                     | 2022年2月11日  |
| ○    | アミル・アリアックバリ     | 1R 2:57 KO（左フック）          | ONE Championship: Revolution                                                         | 2021年9月24日  |
| ○    | アレッシャンドリ・マシャド | 1R 3:28 TKO（パウンド）         | ONE: Fists of Fury 2                                                                 | 2021年3月5日   |
| ○    | ルーカス・アルシナ         | 1R 3:34 TKO（パンチ連打）       | Golden Team Championship 7                                                           | 2019年10月30日 |
| ○    | アレクセイ・クジン         | 2R 3:32 TKO（パウンド）         | Fight Nights Global 93                                                               | 2019年4月25日  |
| ○    | ジェイク・ヒューン         | 1R 1:45 キーロック              | Absolute Siberian Championship 1                                                     | 2019年3月4日   |
| ○    | マゴメドバグ・アガエフ     | 1R 1:22 キーロック              | Fight Nights Global 91                                                               | 2018年12月27日 |
| ○    | ミハル・ヴラズウォ         | 1R 3:35 リアネイキドチョーク    | Golden Team Championship 3                                                           | 2018年3月10日  |
| ○    | レザ・トラビ               | 1R 2:26 TKO（パンチ連打）       | Golden Team Championship 1                                                           | 2017年11月3日  |
| ○    | ムラド・カリメトフ         | 1R 3:10 肩固め                  | Battle on the Volga Border 2016                                                      | 2016年12月17日 |
| ○    | イリヤ・グネンコ           | 1R 2:21 TKO（パンチ連打）       | SK Pro: Grandprix MMA Quarterfinals                                                  | 2016年9月17日  |

## 獲得タイトル
- ONE世界ヘビー級暫定王座（2022年）
- 第4代ONE世界ライトヘビー級王座（2022年）
- 第3代ONE世界ヘビー級王座（2023年）
- 第5代ONE世界ミドル級王座（2024年）

## 表彰
- ONE パフォーマンス・オブ・ザ・ナイト（4回）